# 桂廕
桂廕（？—1911年），字辑五，號福庭，嵩佳氏。清朝官员，满洲镶蓝旗人。官至湖北安陸府知府，辛亥革命期間自殺殉國。

## 生平
桂廕爲文生員出身。由刑部郎中、军机章京外任施南府知府，調安陸府，以治理堤防盡心竭力而聞名。安陆为襄樊门户，府城无兵駐紮。宣統三年（1911年）武昌起義爆發後，桂廕籌畫防守，派人請救兵。不久，鄰郡德安、荆州均被起義軍佔領。十月初五日，鄖陽兵變，包圍府署，搶劫印信。桂廕携妻子富察氏趋入文廟，夫婦同在崇聖殿中自縊。衣带中書有“虚生一世，不能报国安民”数语。葬於城内陽春臺側。《清史稿》有傳。

## 延伸阅读
[在维基数据编辑]
 《清史稿·卷496》，出自趙爾巽《清史稿》